# Malu Galli
Malu Galli (Maria Luiza Reis Galli, née à Rio de Janeiro le 17 novembre 1971) est une actrice et metteuse en scène brésilienne, surtout connue pour ses rôles dans les telenovelas.

## Biographie
Dès l'âge de dix ans, elle entre dans la compagnie de théâtre de Rio Teatro O Tablado. Au théâtre, elle a joué dans une pièce mise en scène par Enrique Díaz en 2004.
Elle commence à tourner pour la télévision en 1992 dans la mini-série Anos Rebeldes. Elle accède à des rôles importants à partir de 2008 et de la série de Rede Globo Queridos Amigos. 

## Filmographie (partielle)

### Cinéma
- 2001 : O Xangô de Baker Street : Chiquinha Gonzaga
- 2008 : Maré, Nossa História de Amor de Lúcia Murat
- 2009 : O Contador de Histórias, avec Maria de Medeiros
- 2018 : Paraíso Perdido : Nádia

### Télévision
- 2005-2008 : Mandrake : Flávia
- 2008 : Queridos Amigos : Lúcia Ferraz
- 2008-2009 : Três Irmãs : Lígia Pedreira
- 2011-2012 : A Vida da Gente : Dora
- 2012 : Cheias de Charme : Lygia Mariz Ortega
- 2014 : Questão de Família : Juíza Helena Salles
- 2014-2015 : Império : Eliane Bastos de Medeiros
- 2015 : Sete Vidas : Irene
- 2015-2016 : Totalmente Demais : Rosângela Castro
- 2019-2021 : Amor de Mãe : Maria Lídia Camargo

## Récompenses
- Prêmio Arte Qualidade Brasil 2008 : révélation féminine pour son rôle dans Queridos Amigos
- Festival du film de Gramado 2008 : meilleure actrice de court métrage pour son rôle dans Areia